# Cristian Arrieta
Cristian Arrieta (ur. 18 września 1979 w Orlando) – portorykański piłkarz pochodzenia amerykańskiego i włoskiego występujący na pozycji prawego obrońcy.

## Kariera klubowa
Arrieta, syn Hiszpana narodowości baskijskiej i Włoszki, przyszedł na świat w amerykańskim mieście Orlando w stanie Floryda, jednak wychowywał się w hiszpańskim Bilbao, natomiast resztę swojego dzieciństwa spędził we włoskim Borgomanero. Właśnie w ojczyźnie matki rozpoczynał również karierę piłkarską – pierwsze kroki w profesjonalnym futbolu stawiał jako gracz czwartoligowego AC Mestre. Jego udane występy w Serie C2 zaowocowały transferem do drugoligowego Genoa CFC, gdzie jednak nie potrafił sobie wywalczyć miejsca w seniorskim składzie i nie rozegrał ani jednego spotkania w Serie B. Po zaledwie pół roku odszedł do czwartoligowego US Alessandria Calcio 1912, gdzie także spędził pół roku.
Na tym samym poziomie rozgrywek Arrieta reprezentował także barwy ASD Montalto Ivrea, natomiast w 2004 roku przeszedł do ASD Cervia 1920 z szóstej ligi włoskiej. W tym czasie został triumfatorem telewizyjnego reality-show "Campioni, il sogno", dzięki czemu miał okazję trenować z Interem Mediolan. Wkrótce zaczął piąć się do wyższych klas rozgrywkowych, podpisując umowę z czwartoligowym Calcio Lecco 1912, natomiast w lipcu 2006 przeszedł do US Lecce z Serie B. Tam jednak, podobnie jak cztery sezony wcześniej w Genoi, nie przebił się do składu drużyny i odszedł z niej z zaledwie siedmioma ligowymi meczami, nie zdołając awansować do Serie A.
W 2008 roku Arrieta przyjął ofertę portorykańskiej ekipy Puerto Rico Islanders, grającej na co dzień w drugiej lidze amerykańskiej – USL First Division. Tam od razu został podstawowym defensorem ekipy i mimo występów w formacji obronnej stosunkowo często wpisywał się na listę strzelców. W swoim debiutanckim sezonie w klubie z miasta Bayamón zajął z nim pierwsze miejsce w sezonie regularnym, za to w fazie play-off dotarł aż do finału, przegrywając w nim ostatecznie z Vancouver Whitecaps. Został także wybrany najlepszym obrońcą rozgrywek. W kolejnym sezonie – 2009 – powtórzył to osiągnięcie, a także doszedł z Islanders do finału CFU Club Championship. Odznaczono go nagrodą dla najlepszego zawodnika ligi, co przedtem udało się tylko jednemu obrońcy, Marcelo Balboi. Ogółem podczas dwóch lat spędzonych w Islanders zdobył 17 goli w 54 ligowych konfrontacjach i znalazł się na liście 25 najlepszych piłkarzy ostatniej dekady w USL First Division.
W 2010 roku Arrieta został zawodnikiem występującego w Major League Soccer zespołu Philadelphia Union. W ekipie prowadzonej przez Piotra Nowaka zadebiutował 11 kwietnia 2010 w wygranej 3:2 konfrontacji z DC United. Mimo że był podstawowym piłkarzem klubu, to nie odniósł z nim żadnych osiągnięć i już po roku opuścił Union na rzecz Fort Lauderdale Strikers z drugiej ligi amerykańskiej. Na koniec rozgrywek 2011 dotarł z nim do finału fazy play-off w North American Soccer League. Po zakończeniu sezonu opuścił drużynę.

## Kariera reprezentacyjna
Podczas gry w Puerto Rico Islanders posiadający amerykańskie obywatelstwo Arrieta zadeklarował chęć występów w reprezentacji Portoryka, co było możliwe dzięki współpracy tego kraju ze Stanami Zjednoczonymi. W seniorskiej kadrze narodowej zadebiutował 3 października 2010 w wygranym 3:1 spotkaniu z Anguillą w ramach Pucharu Karaibów. Pierwszą bramkę w reprezentacji strzelił dwa dni później w wygranej 2:0 konfrontacji z Saint-Martin. Wziął udział w eliminacjach do Mistrzostw Świata 2014, podczas których zanotował wszystkie sześć występów i wpisał się na listę strzelców w wygranym 4:0 meczu z Saint Lucia. Portorykańczycy nie zdołali się jednak zakwalifikować na mundial.